# Half Moon Bay (Californië)
Half Moon Bay is een plaats (city) in de Amerikaanse staat Californië, en valt bestuurlijk gezien onder San Mateo County.

## Demografie
Bij de volkstelling in 2000 werd het aantal inwoners vastgesteld op 11.842.
In 2006 is het aantal inwoners door het United States Census Bureau geschat op 12.308, een stijging van 466 (3.9%).

## Geografie
Volgens het United States Census Bureau beslaat de plaats een oppervlakte van
16,9 km², waarvan 16,8 km² land en 0,1 km² water. Half Moon Bay ligt op ongeveer 22 m boven zeeniveau.

## Surfen
Ten noorden van de baai is een van de hoogste golfsurfgebieden van Californië, Mavericks genaamd, waar surfers worden uitgedaagd door golven boven de 15 meter hoog.

## Plaatsen in de nabije omgeving
De onderstaande figuur toont nabijgelegen plaatsen in een straal van 16 km rond Half Moon Bay.